# اما نو جیرو
اما نو جیرو (به ژاپنی: 江馬次郎 えま の じろう) ; تولد نامشخص - مرگ اول ژوئن ۱۱۸۳ میلادی. یک سامورایی در اواخر دوره هی‌آن بود. نام او فقط در خواندن کتاب‌هایی مانند داستان هیکه و داستان‌هایی مانند سوگا مونوگاتاری ظاهر می‌شود و در مطالب تاریخی معاصر یا مطالب تاریخی که بعداً گردآوری شده‌اند مانند آزوما کاگامی دیده نمی‌شود. بر پایه نظریه‌ها او همچنین شوهر دوم یائه هیمه بود. یائه هیمه پس از مرگ او در جنگ با هوجو یوشیتوکی ازدواج کرد و مادر شیکن سوم هوجو یاسوتوکی در نظر گرفته می‌شود.

## زندگی
تصور می‌شود که او فردی ناحیه تاگاتا، ولایت ایزو (اما، شهر ایزونوکونی، استان شیزوکا) باشد و نام او عمدتاً در سوگا مونوگاتاری یافت می‌شود. در سال ۱۱۶۰، میناموتو نو یوریتومو، که در شورش هیجی شکست خورد و به ولایت ایزو تبعید شد، با سومین دختر (یائه هیمه) سامورایی محلی ایتو سوکه‌چیکا رابطه نامشروع داشت و صاحب فرزندی به نام سنتسوروگوزن (سال تولد و مرگ نامعلوم)  شد که این پسر به دستور پدربزرگش ایتو سوکه‌چیکا کشته شد. شخصی که با دخترش دوباره ازدواج کرد اما نو جیرو بود. در سال ۱۱۸۰، یوریتومو برای سرنگونی خاندان هیکه ارتش تشکیل داد و اما نو جیرو بین خاندان تایرا و میناموتو نو یوشیناکا جنگید و کشته شد.

## یائه هیمه
یائه هیمه همچنین ابتدا معشوقه یا همسر اول میناموتو نو یوریتومو بود بعد به ازدواج مردی دیگر درآمد که در جنگ کشته شد و سپس با دومین شیکن هوجو یوشیتوکی ازدواج کرد. یائه هیمه نیز «آوا نو تسوبونه» نامیده شده است، اما آوا نو تسوبونه فردی متفاوت و خواهر یوشیتوکی است. همچنین این نظر وجود دارد که این نام به دلیل اینکه همزمان خاله (و همسر) و خواهر هوجو یوشیتوکی همین نام را داشته‌اند، نادرست است. ساکای کویچی همچنین می گیوید: «نکات زیادی وجود دارد که مشخص نیست یا نمی‌توان آنها را نشان داد.» پس از رد این فرضیه، او این فرضیه را مطرح کرد که او خواهر یوشیتوکی نیست بلکه همان شخص یائه هیمه، همسر اول میناموتو نو یوریتومو است. با این حال، واتانابه دایمون می‌گوید که هیچ پشتوانه تاریخی برای این فرضیه وجود ندارد و نکات زیادی وجود دارد که او نمی‌تواند با آنها موافق باشد و وجود یائه در وهله اول مشکوک است. گفته می‌شود که بسیار بعید است که یائه هیمه با پسر خواهر خود به یوشیتوکی ازدواج کرده باشد.
ساکای سوایچی نوشته است یائه هیمه پس از مرگ شوهر دومش اما نو جیرو (江馬次郎) در جنگ، با نام آوا نو تسوبونه در کاخ شوهر اولش یوریتومو شروع به کار کرد و با هوجو یوشیتوکی، که دارایی خاندان اما را به ارث برده بود، ازدواج کرد و هوجو یاسوتوکی بنا بر این فرضیه بعد از این ازدواج متولد شد. از سوی دیگر، واتانابه دایمون می‌گوید که فرضیه ساکای سوایچی فاقد پشتوانه تاریخی است و نکات زیادی وجود دارد که او نمی‌تواند با آنها موافق باشد و وجود یائه هیمه خود مشکوک است و اینکه یائه هیمه با هوجو یوشیتوکی ازدواج کرده است کاملاً غیر منطقی است.